# Goldene Röhrennasenfledermaus

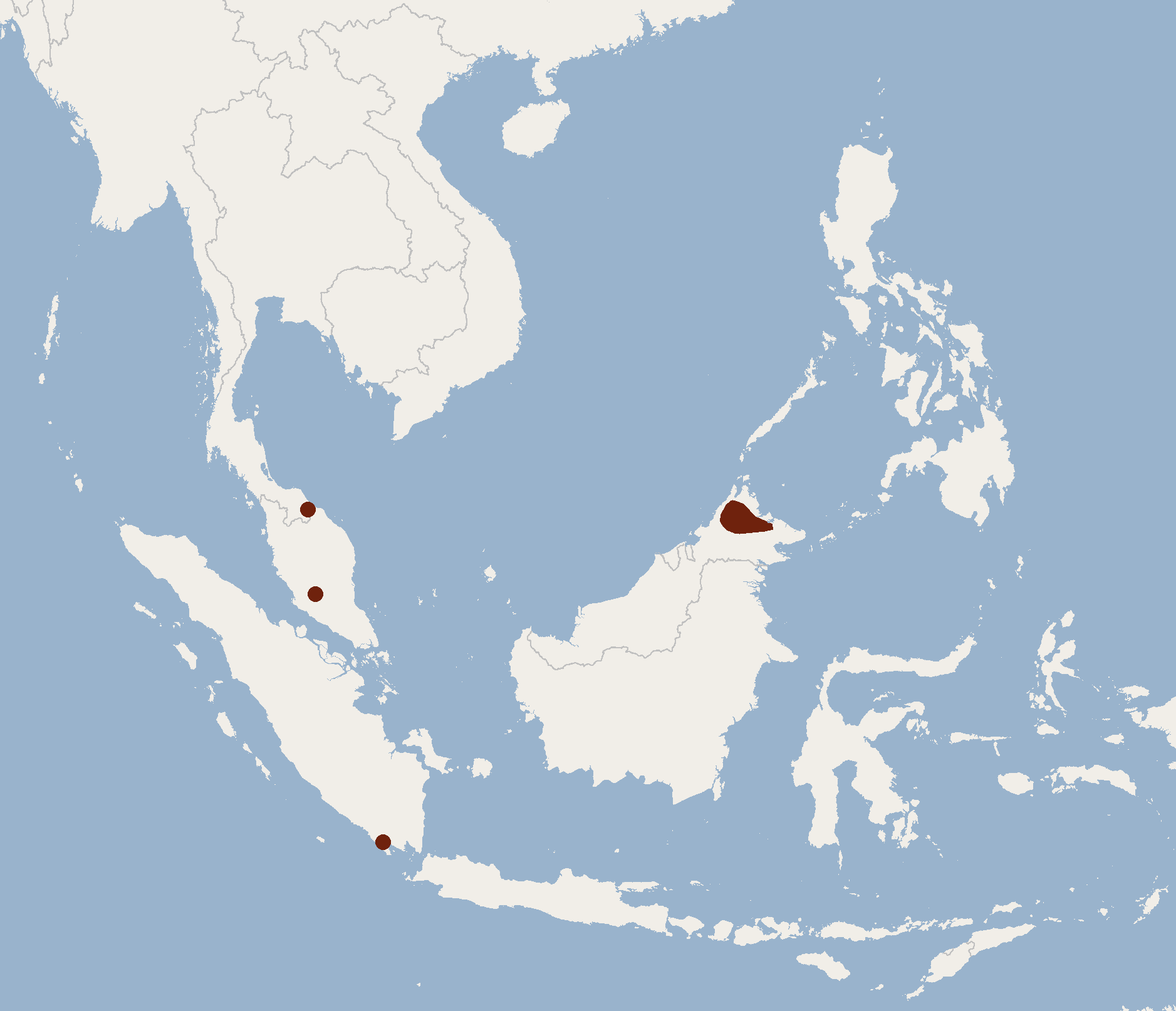
Verschiedene Fundplätze, auf Borneo fehlt die Art nur im Zentrum der Insel.

Die Goldene Röhrennasenfledermaus (Murina rozendaali) ist ein in Südostasien verbreitetes Fledertier in der Familie der Glattnasen. Sie ist nah mit der Braunen Röhrennasenfledermaus (Murina suilla) und anderen Arten der Region verwandt.  Der Artzusatz im wissenschaftlichen Namen ehrt den niederländischen Zoologen Frank Rozendaal.

## Merkmale
Wie der deutsche Name andeutet, ist die Art durch goldgelbe Haarspitzen an braunen Haaren der Oberseite gekennzeichnet. Die Unterseite ist von hellbraunem Fell mit gelber Tönung bedeckt. Die Exemplare haben 31,5 bis 33,5 mm lange Unterarme, einen 29 bis 41 mm langen Schwanz, ein Gewicht von 4,3 bis 4,8 g und 13 bis 15 mm lange Ohren. Ihre Kopf-Rumpf-Länge beträgt 40 bis 44 mm. Bei Männchen sind auf dem Schwanz und an der Basis des Penis Drüsen vorhanden, deren Flüssigkeit wahrscheinlich in der Paarungszeit oder zur Markierung des Reviers verwendet werden. Wie bei allen Röhrennasenfledermäuse sind nackte rohrförmige Nasenwände vorhanden.

## Verbreitung
Diese Fledermaus ist hauptsächlich auf Borneo verbreitet. Kleinere Populationen sind von Sumatra und der südlichen Malaiischen Halbinsel bekannt. Vermutlich erreicht die Art Thailand. Sie lebt im Flachland und in Gebirgen bis 1500 Meter Höhe. Die Exemplare halten sich in feuchten Wäldern mit Flügelfruchtgewächsen auf.

## Lebensweise
Die Goldene Röhrennasenfledermaus versteckt sich am Tage im dichten Blattwerk und ruht nicht in Höhlen. Sie jagt vermutlich wie andere Gattungsmitglieder Insekten. Die Rufe zur Echoortung sind 3,5 bis 9 Millisekunden lang, beginnen bei einer Frequenz von 146 bis 182 kHz und enden bei 20,4 bis 50,6 kHz. Die stärkste Intensität wird durchschnittlich bei 85,4 kHz erreicht. Die beschriebenen Drüsen waren zwischen August und Oktober vergrößert, was vermutet lässt, dass die Paarungszeit in diesem Zeitraum liegt.

## Gefährdung
Umwandlungen der Wälder in Ackerland oder Plantagen sowie Brände stellen die größte Bedrohung dar. Laut Schätzung der IUCN nahm die Gesamtpopulation in den 15 Jahren vor 2018 mit 30 bis 35 Prozent ab. Die Art wird als gefährdet (vulnerable) gelistet.